# Ajos Nikolaos (Grecja)
Ajos Nikolaos (gr. Άγιος Νικόλαος) – miasto w Grecji, na północno-wschodnim wybrzeżu Krety, w administracji zdecentralizowanej Kreta, w regionie Kreta, w jednostce regionalnej Lasiti. Siedziba gminy Ajos Nikolaos. W 2011 roku liczyło 11 421 mieszkańców.
Położone jest na zachodnim brzegu zatoki Mirabello. W jego centrum znajduje się połączone z morzem słodkowodne jezioro Wulismeni, wokół którego skupionych jest szereg lokali gastronomicznych (tawern).

## Historia
- III wiek p.n.e. – istnienie na dzisiejszym obszarze miejskim portu Lato Etera, który zachował swe znaczenie do czasów bizantyjskich
- XIII wiek – zdobycie portu przez Genueńczyków i Wenecjan; budowa twierdzy, ze względu na piękny krajobraz nazwanej Mirabello
- 1870 – za zgodą władz tureckich osiedlenie się mieszkańców Sfakii z zachodniej Krety, którzy nadali miejscowości nazwę obecną
- 1903 – miasto uzyskało status stolicy nomosu Lasithi

Nazwa miasta pochodzi od cerkwi św. Mikołaja (gr. Ájos Nikólaos) – jednej z najstarszych świątyń na Krecie. Znajduje się ona na położonym na północny wschód od miasta półwyspie, na terenie należącym obecnie do właścicieli pobliskiego luksusowego hotelu. Zawiera ocalałe szczątki rzadkich fresków z czasów ikonoklazmu oraz późniejsze malowidła ścienne ze scenami biblijnymi i wizerunkami świętych (XIV w.).
Okręgowe Muzeum Archeologiczne (założone w 1970) z obiektami pochodzącymi ze wschodniej części Krety (wcześniej gromadzonymi w Heraklionie). Obejmuje głównie znaleziska z rejonu Lasithi od czasów minojskich do rzymskich, m.in. wyjątkową „boginię z Myrtos” w postaci naczynia.
Muzeum Sztuki Ludowej (ul. Kunduru) wystawia niewielkie zbiory miejscowych ubiorów, tkanin, haftów oraz ikon.

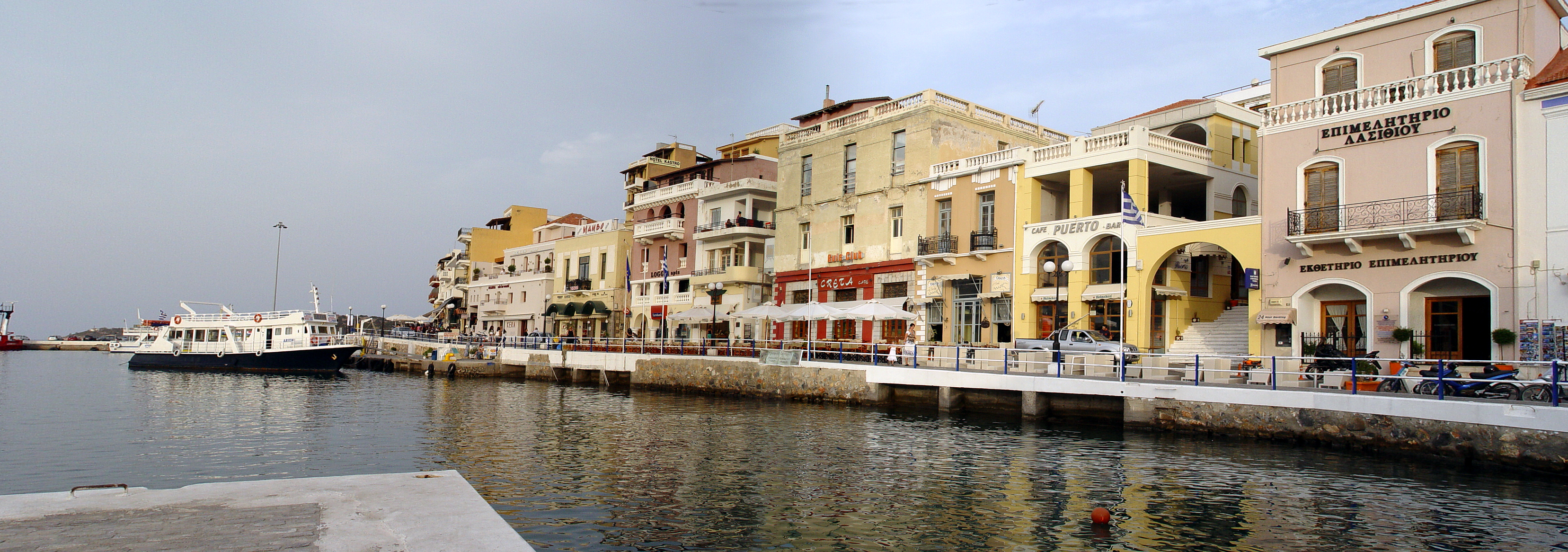
Dzielnica portowa
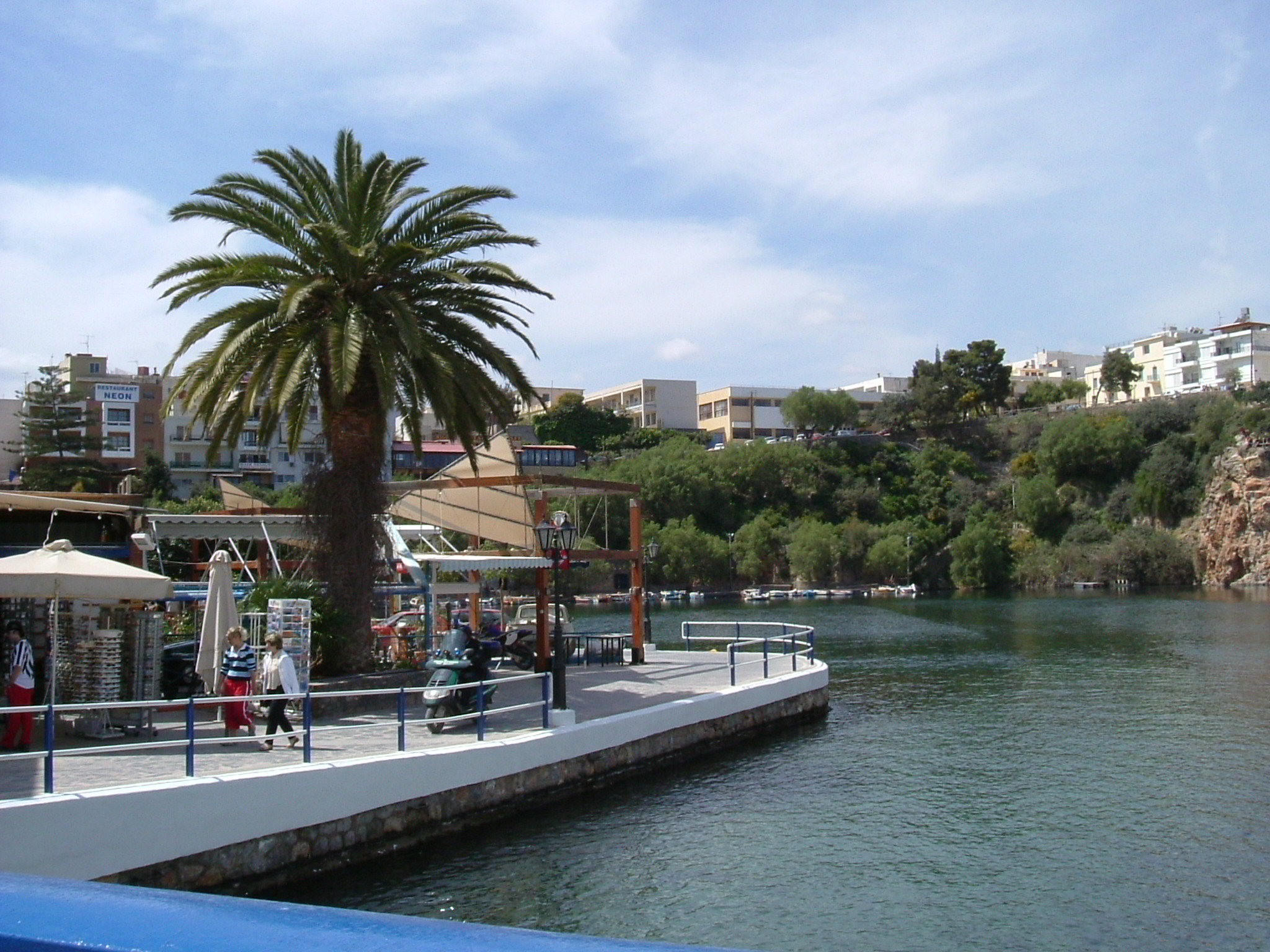
Jezioro Wulismeni
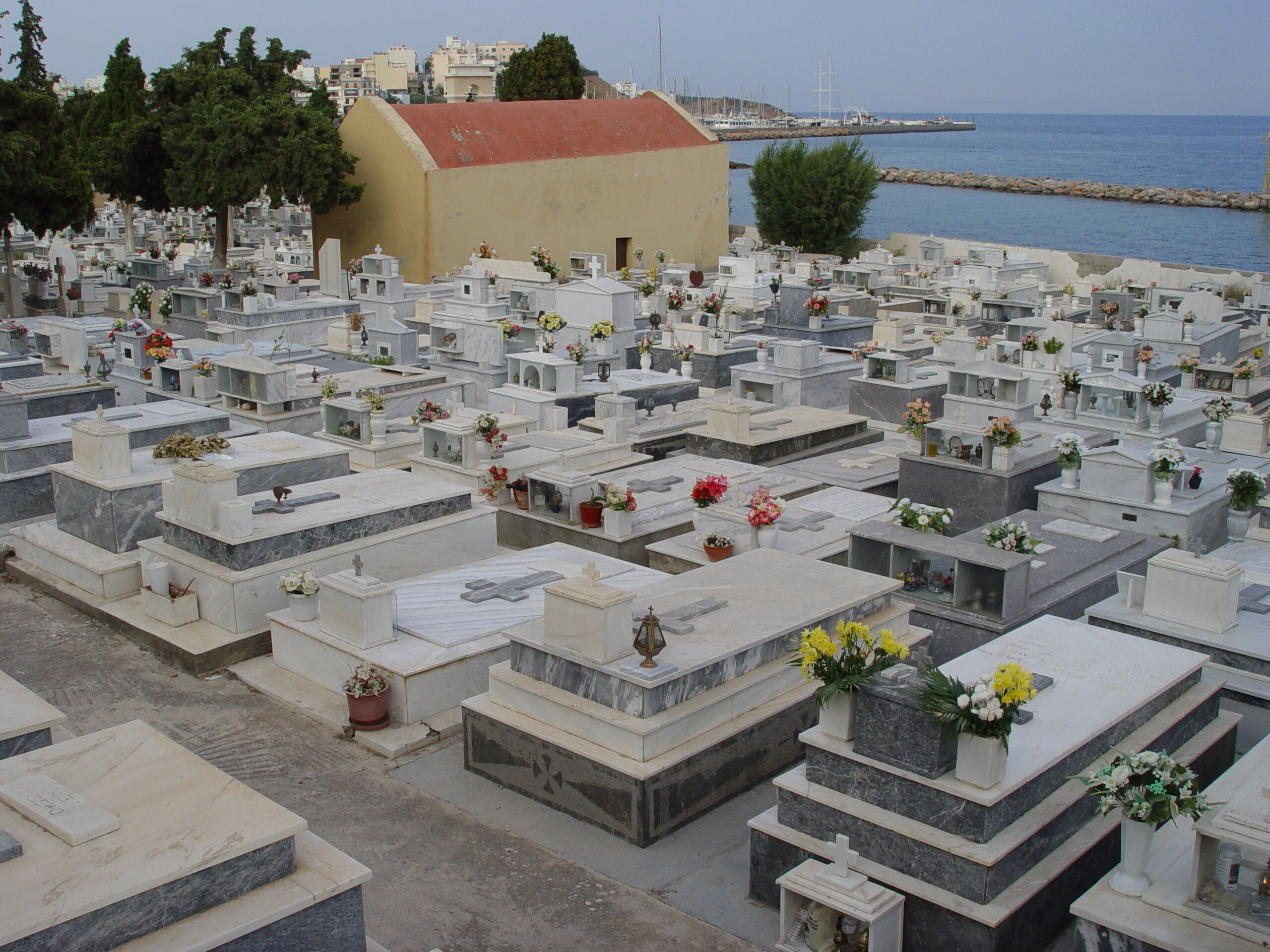
Miejscowy cmentarz

Miejscowość przyciąga malowniczym położeniem i swoistym stylem. Brak jest własnej plaży; pewną atrakcję stanowić może jezioro Wulismeni, rzekomo bezdenne, z morzem połączone kanałem dla stworzenia wewnętrznego portu.
Ajos Nikolaos jest za to bazą turystyczną i wygodnym punktem wypadowym do okolicznych miejscowości i miejsc historycznych: Elunda i Olus nad zatoką, górskiego klasztoru pielgrzymkowego Faneromenis, ruin minojskiego miasta portowego Gurnia, górskiej wsi Kritsa z kościołem maryjnym z freskami (XIII-XV w.), ruin starożytnego Lato (VII-IV w. p.n.e.).